# 覚蔵院 (さいたま市)

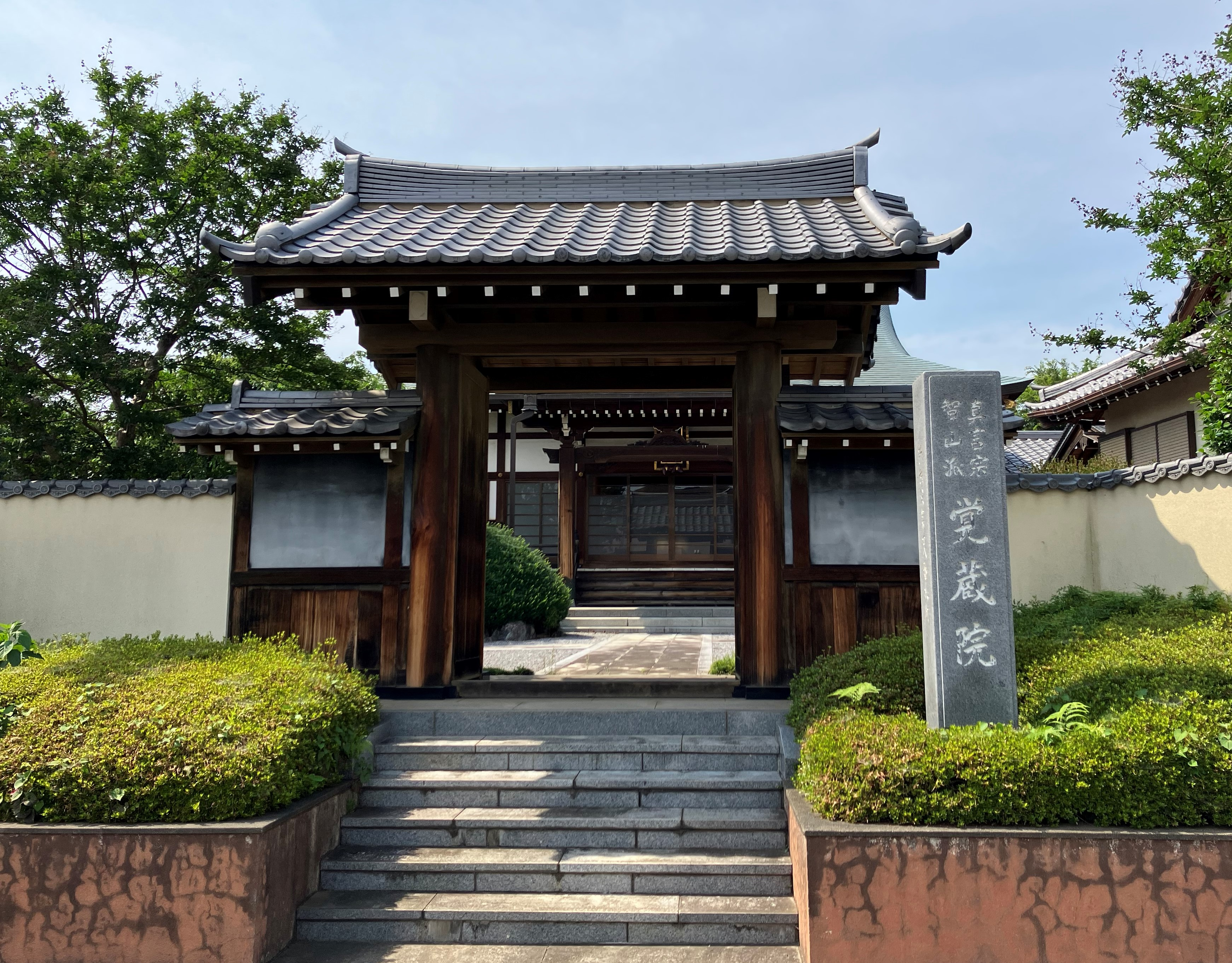
山門

覚蔵院（かくぞういん）は、埼玉県さいたま市見沼区にある真言宗智山派の寺院。

## 歴史
創建年代は不明であるが、日雅（1658年寂）によって開山された。日雅の寂年から江戸時代初期に創建されたものと推測される。
当寺には、1780年（安永9年）造立の筆子塚が残されているので、江戸時代中期は寺子屋も開設していたと推測される。
開山の日雅は比叡山延暦寺で修行し、寺宝として女獅子の面を所蔵していた。その後、中興の盛範は男獅子と天狗の面も作って踊念仏や田楽を取り入れた獅子舞を村人に伝えた。これが当地に伝わる「深作ささら獅子舞」である。

## 交通アクセス
- 路線バス丸ヶ崎火の見下停留所より徒歩8分。